# Водопад (станция водоподготовки)

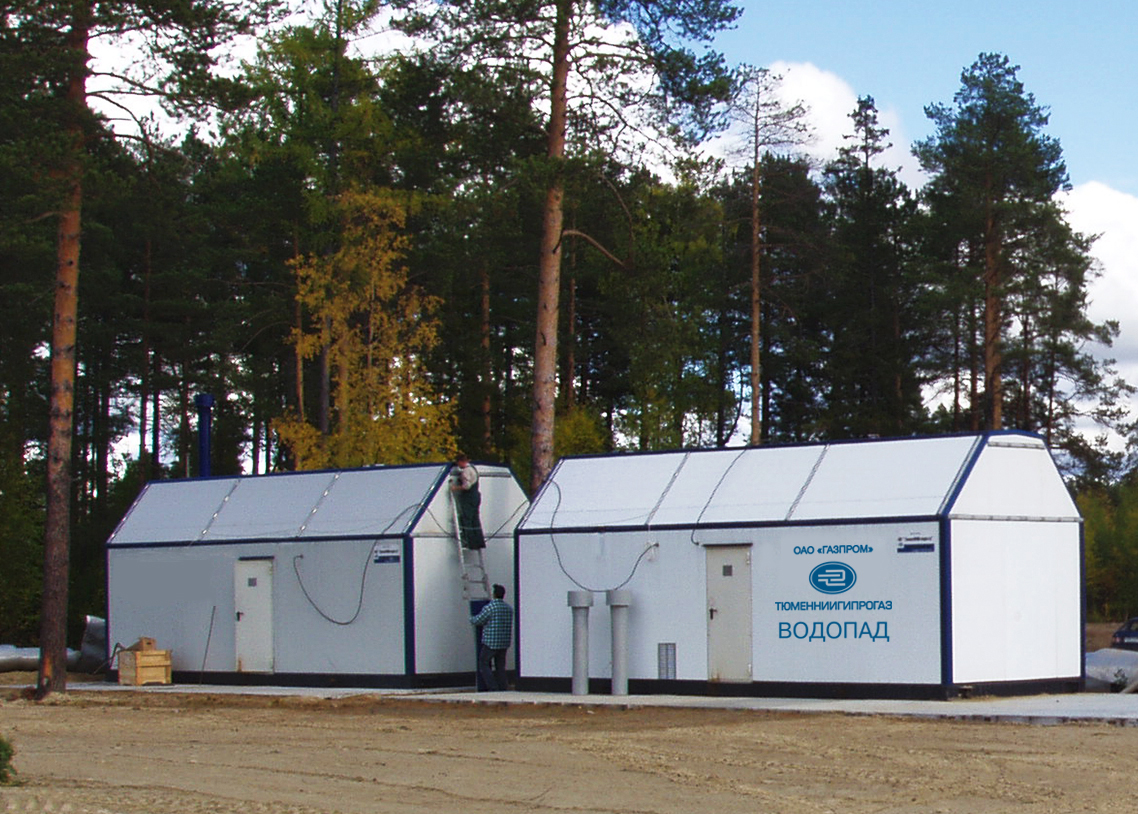
Станция «Водопад» в ХМАО-Югра

Водопад — станция комплексной электрокоагуляционной подготовки воды, разработанная ООО «ТюменНИИгипрогаз» (с 28 сентября 2017 года — Тюменский филиал ООО «Газпром проектирование») и выпускающаяся Экспериментальным заводом этой компании.
Разработкой занимается отдел комплексных технологий водоподготовки, созданный в июне 1995 года.

## Актуальность технологии

### Проблема очисткиподземных водвЗападной Сибири
В подземных водах Западной Сибири присутствует повышенное содержание соединений кремния в виде растворимых кремниевых кислот, что при взаимодействии с окисленным железом приводит к образованию устойчивых железосиликатных комплексов, обладающих высокой коллоидной растворимостью благодаря устойчивым гидратным оболочкам, окружающим коллоидные частицы.
Гидратные оболочки препятствуют прямому контакту коллоидных частиц с поверхностью зёрен фильтрующей загрузки, поэтому железосиликатные комплексы легко проходят сквозь них и содержание соединений кремния в очищенной воде уменьшается не более чем на 6-7 %.

### Проблема очисткиповерхностных водв Западной Сибири
Поверхностные воды Западной Сибири отличает высокая цветность, обусловленная присутствием гуминовых и фульвокислот, поступающих в воду при болотном гниении растений. Кроме того, многие водоёмы расположены в непосредственной близости от промышленных производств и испытывают на себе последствия антропогенного воздействия.
Эффективная очистка такой воды при помощи химических реагентов затруднена, поскольку устойчивые гидратные оболочки, образующиеся вокруг молекул гуминовых и фульвокислот, обладают высокой растворимостью. Применение же предельно высоких концентраций химических реагентов вызывает дополнительное загрязнение воды остаточным алюминием, марганцем или хлорорганическими соединениями.

## Принцип работы

Монтаж станции «Водопад»

В процессе электрокоагуляционной обработки воды под воздействием электрического тока и электромагнитного поля разрушаются гидратные оболочки, окружающие молекулы загрязняющих веществ. Это, в свою очередь, интенсифицирует электрохимический процесс взаимодействия атомов алюминия на поверхности алюминиевых электродов с молекулами воды, а также с молекулами кремниевой и гуминовых кислот.
В зоне наномолекулярного взаимодействия на поверхности алюминиевого анода образуются высокоактивная мономолекулярная форма коагулянта — гидроокиси алюминия и комплексные соединения алюминия с минеральными и органическими кислотами, фосфоросодержащими соединениями, поверхностно-активными веществами, фенолами и нефтепродуктами.

## Технические характеристики
Станции «Водопад» предназначены для очистки пресных вод, получаемых из подземных и поверхностных источников, от минеральных и органических загрязняющих веществ. Может эксплуатироваться в районах с умеренным и холодным климатом. Выпускаются в блочном исполнении полной заводской готовности. Производительность — от 5 до 500 м³ в сутки. Использование дополнительных технологических модулей позволяет ступенчато наращивать производительность — от 1000 до 25 000 м³ в сутки. Для накопления и подачи потребителю питьевой воды используются водонапорные подстанции производства того же завода (в маркировке оснащённых ими станций присутствуют буквы «КВ»).
Особенности технологии:

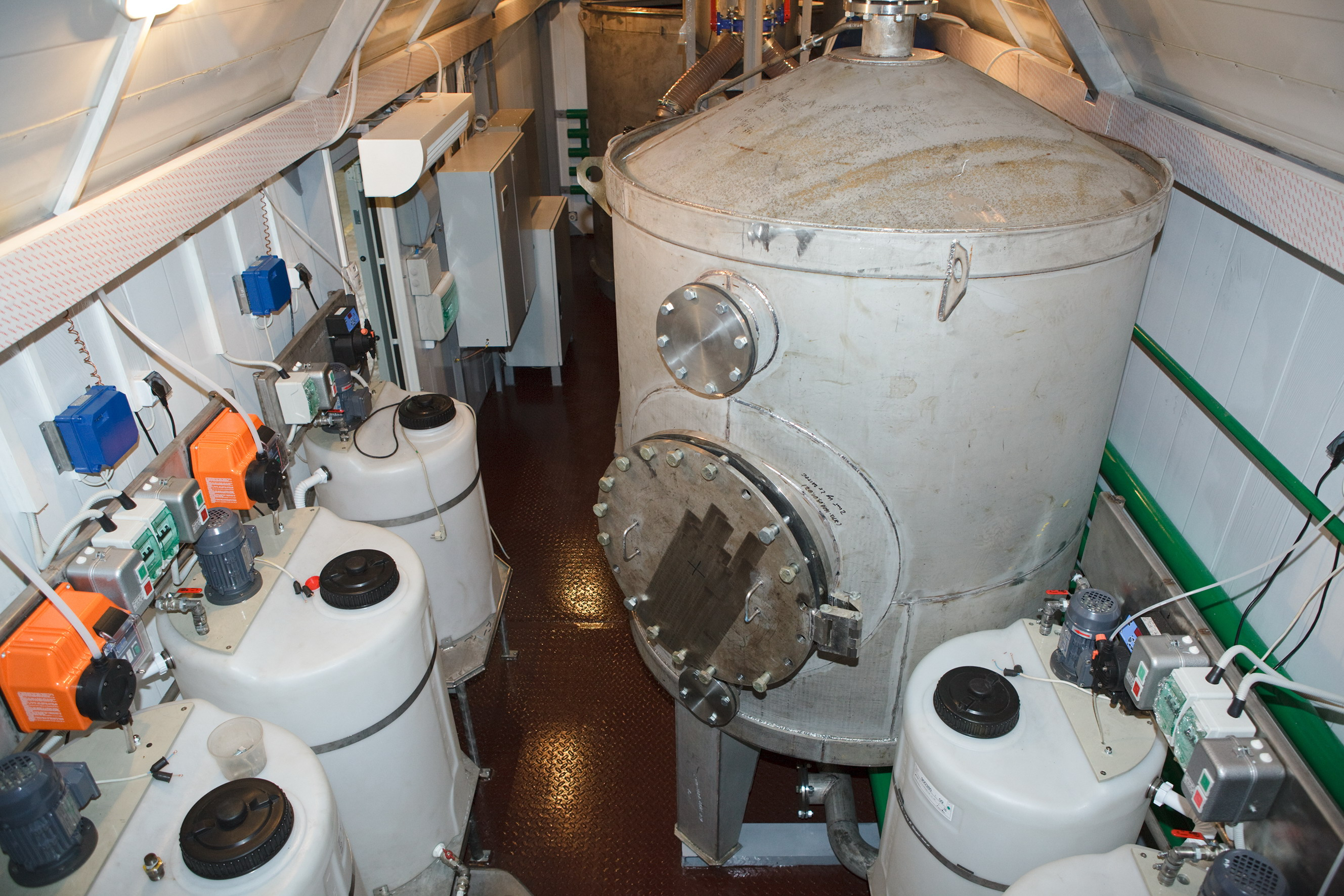
Внутри станции «Водопад»

- не требуется подогрев исходной воды (допускается от + 3 до + 20 градусов);
- очищенная вода имеет нулевой индекс токсичности;
- потери питьевой воды сокращаются до 2,5 — 3 %;
- в качестве вторичного коагулянта используются электрокоагуляционные осадки.

## Применение
На 2017 год более 120 станций «Водопад» были установлены на объектах ПАО «Газпром» (ООО «Газпром трансгаз Югорск», ООО «Газпром добыча Уренгой», ООО «Газпром добыча Надым»,  ООО «Газпром добыча Ноябрьск»), объектах других нефтегазовых компаний (ОАО «Сургутнефтегаз», ОАО «Лукойл-АИК», ОАО «Ханты-Мансийскнефтегазгеология», ООО «Лукойл – Западная Сибирь», «ОАО «Юрхаровнефтегаз», Завод по подготовке конденсата к транспорту (ООО «Газпром переработка»), а также в ряде муниципальных образований.
25 декабря 2009 года, выступая на заседании Комиссии по модернизации и технологическому развитию экономики России, президент РФ Дмитрий Медведев в качестве положительного примера развития высоких технологий отметил, что «в рамках экологической программы «Чистая вода «Газпрома» разработаны и внедрены нанотехнологии очистки воды от загрязняющих веществ на атомно-молекулярном уровне». Выступавший на том же заседании председатель правления ОАО «Газпром» Алексей Миллер в своей презентации в качестве примера разработки и применения корпорацией нанотехнологий привёл станции водоподготовки «Водопад».

## Продвижение на международном рынке

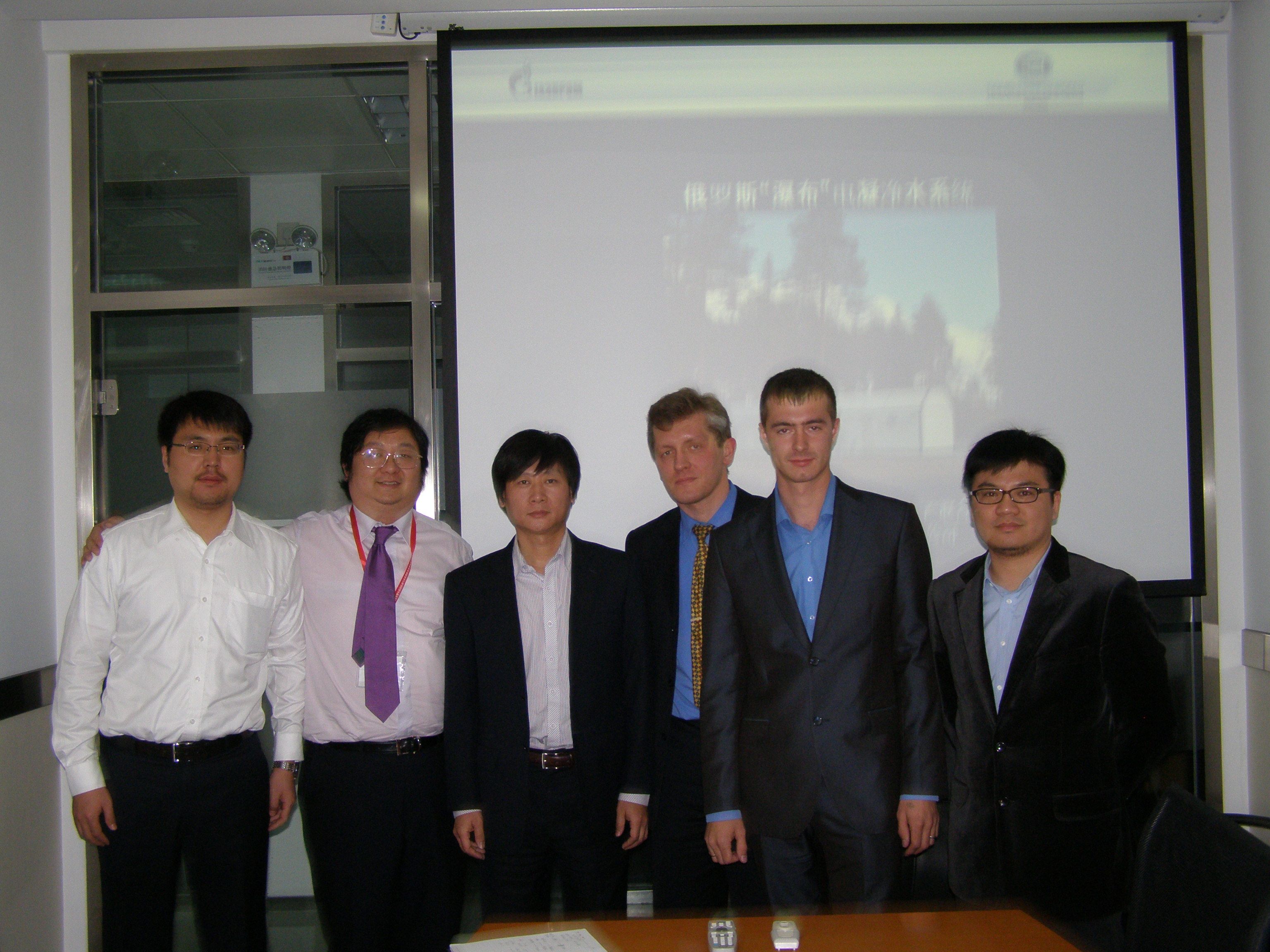
Участники презентации технологии подготовки воды Водопад в Beijing Urban Construction Group Co., Ltd. Пекин, Китай. 2012

В октябре — ноябре 2012 по приглашению Министерства водных ресурсов КНР и компании Kun Peng Power (Bei Jing) Technology Co., Ltd (КНР) представители ООО «ТюменНИИгипрогаз» представили технологию «Водопад» на выставке Water Expo China 2012 и провели презентации в Beijing Urban Construction Group Co., Ltd и Колледже водных наук Пекинского педагогического университета, ключевом центре водных технологий страны. В итоге с компанией Kun Peng Power (Bei Jing) Technology Co., Ltd было заключено соглашение о сотрудничестве в продвижении продукции ООО «ТюменНИИгипрогаз» на китайском рынке.